# شهرستان شهربابک

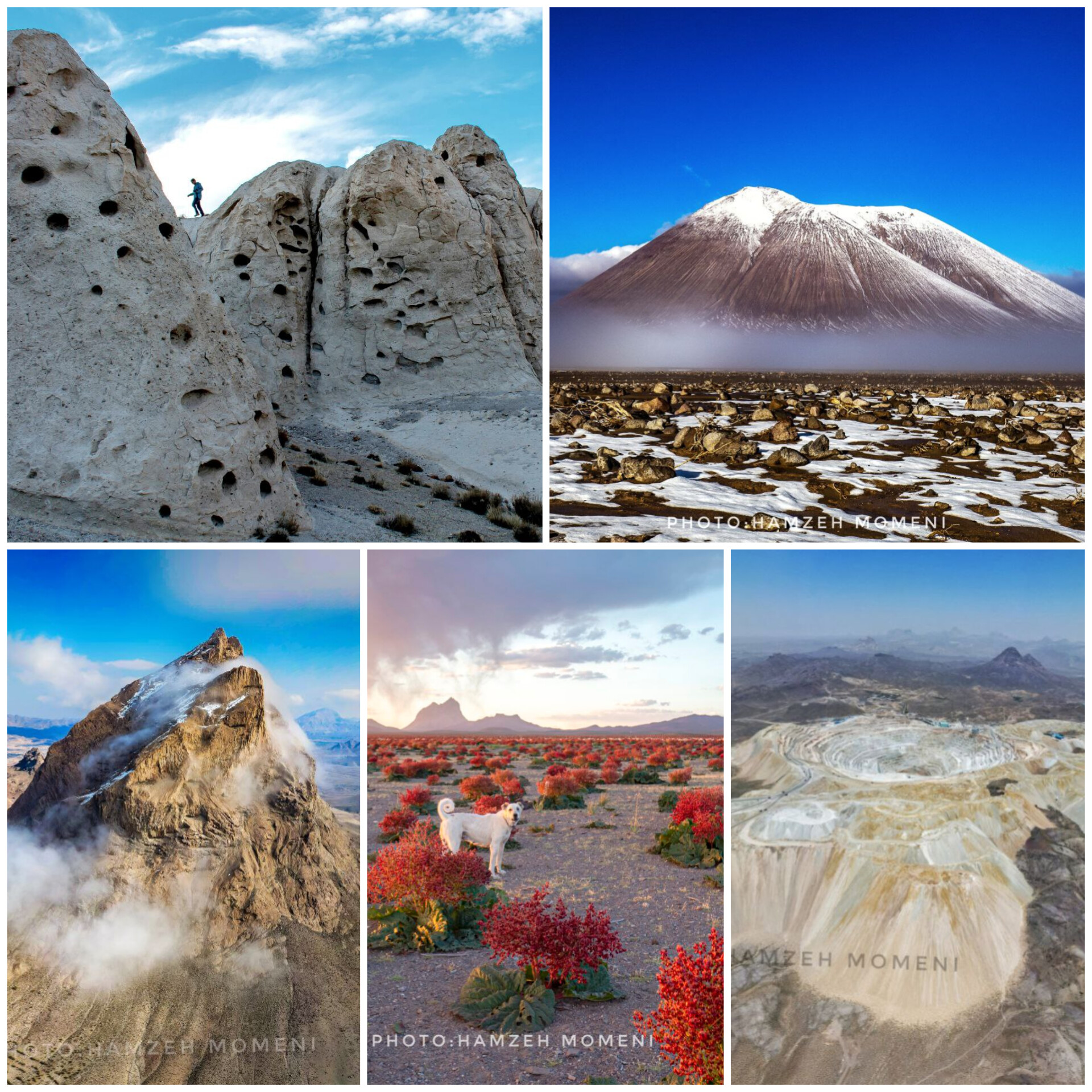
طبیعت شهربابک

شهرستان شهربابک، با مرکزیت شهر شهربابک، از شهرستان‌های استان کرمان است. این شهرستان از قطب‌های اصلی معادن سنگ فیروزه در کشور به شمار می‌رود.

## مساحت و رتبه شهرستان
این شهرستان مساحتی در حدود ۱۴۰۹8 کیلومتر مربع دارد و پس از شهرستان کرمان دومین   شهرستان وسیع استان کرمان به لحاظ مساحت محسوب می شود.

## پیشینه
بیشتر تاریخ نگاران پیدایش شهربابک را در خاک استان فارس دانسته‌ و بنیانگذار آن را بابک پدر اردشیر است،جد مادری اردشیر ، ساسان است که نام ساسانیان از آن گرفته شده است، اما بیشتر تاریخش را در خاک استان کرمان گذرانده است.در زمان ناصرالدین‌ شاه قاجار در سال ۱۲۸۵ هجری قمری برابر با ۱۲۴۷ هجری شمسی توسط موسی خان حاکم وقت شهربابک ضمیمه دارالحکومه یزد گردید.همزمان با تقسیمات جدید کشوری شهربابک هم بعنوان بخش شهربابک شهرستان یزد استان دهم(اصفهان و یزد) مطرح گردید تا اینکه در سال ۱۳۳۷ هجری شمسی به دنبال اقدام فرماندار یزد مبنی بر انتقال مرکز حوزه انتخابیه از شهربابک به تفت عده‌ای از اهالی شهربابک به سرپرستی ابوالفتح خان محمودی نژاد در تهران نزد نخست وزیر وقت منوچهر اقبال رفته و شهربابک را از شهرستان یزد منتزع و به یکی از بخش های شهرستان رفسنجان پیوست و تا سال 1354 جزو شهرستان رفسنجان بود استان هشتم(کرمان) ملحق می‌نمایند. و پس از ۱۷ سال شهربابک در تاریخ ۱۳۵۴/۱۱/۱۴ با الحاق چند روستا از شهرستان آباده استان فارس از جمله هرابرجان، ترکان و ... به شهرستان تبدیل میگردد.اولین فرماندار شهربابک محسن تفضیلی اهل کاشان و نماینده تفت و شهربابک در مجلس حسن صدر یزدی بودند.پس از انقلاب اسلامی،حوزه انتخابیه شهربابک بطور کامل مجزا و دارای نماینده مستقل گردید.

## جغرافیا
شهرستان شهربابک در قسمت باختری استان کرمان واقع گردیده است.از جنوب و جنوب خاوری با شهرستان سیرجان ، از جنوب باختری با شهرستان نی‌ریز در استان فارس ، از باختر با شهرستان‌های مروست و خاتم در استان یزد ، از شمال با شهرستان مهریز در استان یزد ، از شمال خاوری با شهرستان انار و از خاور و جنوب خاوری باشهرستان رفسنجان مرز مشترک دارد.لازم به ذکر است که در تاریخ ۱۳۵۸/۱۲/۰۵منطقه راویز بنا به مصوبه شورای انقلاب از بخش مرکزی شهرستان شهربابک منتزع و به بخش مرکزی شهرستان رفسنجان الحاق گردید ؛ همچنین در مردادماه سال ۱۳۵۹ هم مناطق هرات،مروست،هرابرجان،ترکان و فتح آباد به استان یزد ملحق گردیده و پس از چندی به شهرستان خاتم ارتقا یافتند.

## جمعیت
این شهرستان بنا بر سرشماری مرکز آمار ایران در سال ۱۳۹۵ جمعیتی برابر ۱۰۳۹۷۵ نفر داشته‌ است. بر پایه این آمار ۵۱۶۲۰ نفر در شهر شهربابک و مابقی جمعیت در سایر نقاط شهری و روستایی این شهرستان ساکنند.

## تقسیمات کشوری
| بخش   | مرکز بخش | جمعیت بخش ۱۳۹۵ | دهستان    | مرکز دهستان | جمعیت دهستان ۱۳۹۵ | شهر                      | جمعیت شهر ۱۳۹۵                 |
| ----- | -------- | -------------- | --------- | ----------- | ----------------- | ------------------------ | ------------------------------ |
| مرکزی | شهربابک  | ۱۰۳,۹۲۰ نفر    | خورسند    | خورسند      | ۵,۰۶۵ نفر         | شهربابک خورسند خاتون‌آباد | ۵۱,۹۷۰ نفر ۸,۲۵۱ نفر ۵,۴۷۱ نفر |
| مرکزی | شهربابک  | ۱۰۳,۹۲۰ نفر    | خاتون‌آباد | خاتون‌آباد   | ۱,۲۴۱ نفر         | شهربابک خورسند خاتون‌آباد | ۵۱,۹۷۰ نفر ۸,۲۵۱ نفر ۵,۴۷۱ نفر |
| مرکزی | شهربابک  | ۱۰۳,۹۲۰ نفر    | استبرق    | استبرق      | ۶,۷۴۸ نفر         | شهربابک خورسند خاتون‌آباد | ۵۱,۹۷۰ نفر ۸,۲۵۱ نفر ۵,۴۷۱ نفر |
| مرکزی | شهربابک  | ۱۰۳,۹۲۰ نفر    | پاقلعه    | مرج         | ۲,۴۸۸ نفر         | شهربابک خورسند خاتون‌آباد | ۵۱,۹۷۰ نفر ۸,۲۵۱ نفر ۵,۴۷۱ نفر |
| مرکزی | شهربابک  | ۱۰۳,۹۲۰ نفر    | مدوارات   | کمسرخ       | ۳,۳۷۰نفر          | شهربابک خورسند خاتون‌آباد | ۵۱,۹۷۰ نفر ۸,۲۵۱ نفر ۵,۴۷۱ نفر |
| مرکزی | شهربابک  | ۱۰۳,۹۲۰ نفر    | میمند     | میمند       | ۱,۵۹۶نفر          | شهربابک خورسند خاتون‌آباد | ۵۱,۹۷۰ نفر ۸,۲۵۱ نفر ۵,۴۷۱ نفر |
| دهج   | دهج      | ۱۸,۱۲۴ نفر     | دهج       | دهج         | ۲,۱۰۶ نفر         | دهج جوزم                 | ۵,۰۴۵ نفر ۳,۴۳۶                |
| دهج   | دهج      | ۱۸,۱۲۴ نفر     | جوزم      | جوزم        | ۲,۶۵۱ نفر         | دهج جوزم                 | ۵,۰۴۵ نفر ۳,۴۳۶                |
| دهج   | دهج      | ۱۸,۱۲۴ نفر     | خبر       | خبر         | ۴,۹۰۶ نفر         | دهج جوزم                 | ۵,۰۴۵ نفر ۳,۴۳۶                |

## آثار تاریخی و گردشگری

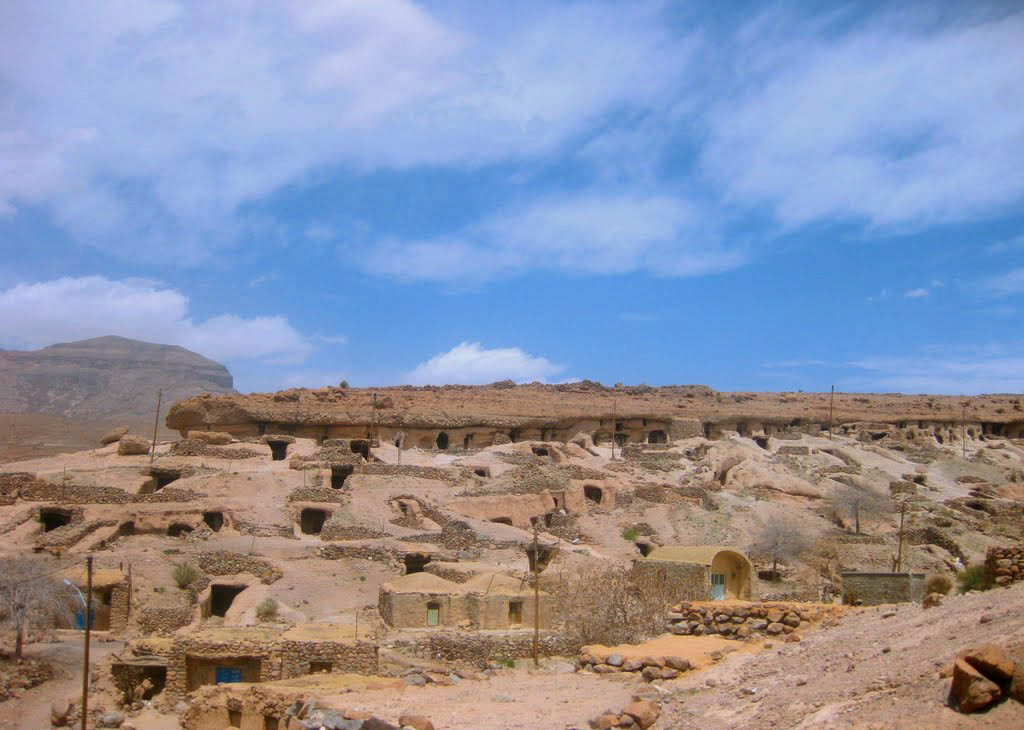
دهکده تاریخی میمند

از آثار تاریخی و گردشگری شهرستان می‌توان به میمند ،عمارت موسی خانی معروف به عمارت والی ، مسجد باستانی شهر کهنه ، غار ایوب ، دشت بهاره شگفت انگیز ریواس ، دریاچه مخرگه ، دشت ریگ سفید ، آتشکده آذَربَغ ، قلعه کمر مرج ، مناطق گردشگری کوهستانی آبدر که بر بزرگترین دهانه آتشفشانی ایران واقع شده است،پدیده‌های آتشفشانی عاج بالا و عاج پایین در دهج،جوزم،مسینان،مدوارات،کُرُم،پاقلعه و ... اشاره کرد.
در سال ۱۳۹۴ منظر فرهنگی میمند(خانه‌های دستکند میمند)به عنوان نوزدهمین اثر جهانی ایران در یونسکو به ثبت رسید.

## ارتفاعات شهرستان شهربابک
ارتفاعات شهرستان شهربابک به دو قسمت تقسیم می شوند . یک قسمت که رشته کوه اصلی شهرستان محسوب می شود که معروف به کوهستان شهربابک می باشد ؛ دنباله رشته کوه های مرکزی ایران محسوب می شود که در جهت شمال غربی به جنوب شرقی کشیده شده اند .بلند ترین قله شهربابک کوه مدوار دهج می باشد با ارتفاع ۳۵۸۹ متر از سطح دریا و دومین قله بلند آن کوه مساهیم‌ آبدر با ارتفاع ۳۴۵۴ متر از سطح دریا می باشد . کوه بابک ، کمر سگ کش ، برفدون یا پاریکوه  ، که دامنه های شرقی آن مرز شهربابک با شهرستان رفسنجان را تشکیل می دهد ،  این کوه همواره نشانی کوهستان شهربابک بوده است . ارتفاع این قله در حدود ۳۴۴۳ متر از سطح دریا می باشد. این کوه از سمت مغرب به دره دغندر و از سمت مشرق به دره های پورکان و رودین ، از سمت جنوب به منطقه سرداب (شهربابک) مشرف است . کمر سگ کش فاصله کمی با آتشفشان آبدر دارد . این کوه به صورت شمالی جنوبی کشیده شده است .از دیگر کوه های معروف شهرستان شهربابک می توان به کوه های آتشفشانی عاج بالا و عاج پایین در منطقه دهج اشاره کرد . غار ایوب بزرگترین غار آذرین ایران در نزدیکی های شهر دهج و در کوه ایوب واقع گردیده است. از دیگر ارتفاعات شهربابک می توان به محمد آباد با ارتفاع ۳۴۱۰ متر از سطح دریا ، ایوب با ارتفاع ۳۳۶۸ متر از سطح دریا ، مدوار با ارتفاع ۳۳۴۰ متر از سطح دریا ، توران با ارتفاع ۳۳۲۲ متر از سطح دریا ، نرکوه جوزم ، بی سوخته ، قلعه ، تیر خورین ، کمر سفید ، نجیب ، اسپزار ، بید خون ، سنجد کوه  و ... اشاره کرد . آتشفشان عظیم آبدر که بزرگترین دهانه آتشفشان ایران می باشد هم در نزدیکی های شهر شهربابک واقع گردیده است .
و اما دیگر ارتفاعات مهم شهربابک می توان به رشته کوه های جنوب غرب شهربابک اشاره کرد که به نوعی پیشکوه های شرقی زاگرس محسوب میشوند . این کوه های پراکنده مرز شهرستان شهربابک با استان فارس را تشکیل می دهند .
,== اندیس کوه مزاحم ==
نشانه معدنی یا اندیس (به فرانسوی: indice) به معنی محدوده‌ای است که در آن آثار یک یا چند ماده معدنی صرف نظر از اقتصادی بودن آن، مشاهده شده باشد و در صورت اقتصادی بودن، به آن معدن می‌گویند. کوه مزاحم یک اندیس فلزی است که در حوالی شهر شهربابک قرار دارد و مادهٔ معدنی موجود در آن، مس است.

## میمند (شهربابک): میمند یکی  از اولین خاستگاه های مدنیت بشر است، لذا بکار بردن روستا زیبنده نخواهد بود. باید گفت میمند
مِیمَند، از توابع بخش مرکزی شهرستان شهربابک است. میمند، مکانی صخره‌ای و دستکند با 4۰۰۰ سال قدمت است. میمند در منطقه‌ای مستقل و نیمه‌خشک در انتهای دره‌ای واقع در جنوب رشته‌کوه‌های مرکزی ایران قرار دارد. از مکان‌های دیدنی می‌توان به آتشکده و حمام قدیمی آن اشاره کرد. ساکنان آن از نوادگان عیلامیان هستند. این رمکان در سال ۲۰۱۵ در فهرست میراث جهانی یونسکو قرار گرفت. میمند شهربابک صخره‌ای و دستکند با چند هزار سال قدمت یادآور دورانی است که انسان‌ها خدایان خود را در بلندای کوه‌ها جستجو می‌کردند و کوه، نشانهٔ استواری و توان و پایداری و اراده شناخته می‌شد. این بنای دستکند باستانی، بی‌گمان از نخستین سکونتگاه‌های بشری در ایران به‌شمار می‌رود، دورانی که هنوز ایرانیان مهرپرست بودند و کوه‌ها را مقدس می‌شمردند. چند هزار سال پیش، انسان‌هایی دل سنگ‌ها را شکافتند و یادگاری را به جا گذاشتند که امروزه پس از گذشت سالیان همچنان نماد عزم و اراده و اقتدار اجداد ایرانی به‌شمار می‌رود. هنوز کسی به‌درستی آگاه نیست که این مجموعه به‌دست چه کسانی به وجود آمده و انگیزه این مردم از ساخت چنین بناهایی چه بوده‌است.

نمای داخلی مسجد میمند (در سال 1240 هچری قمری توسط حاج محمد مسیحا ایجاد شد)

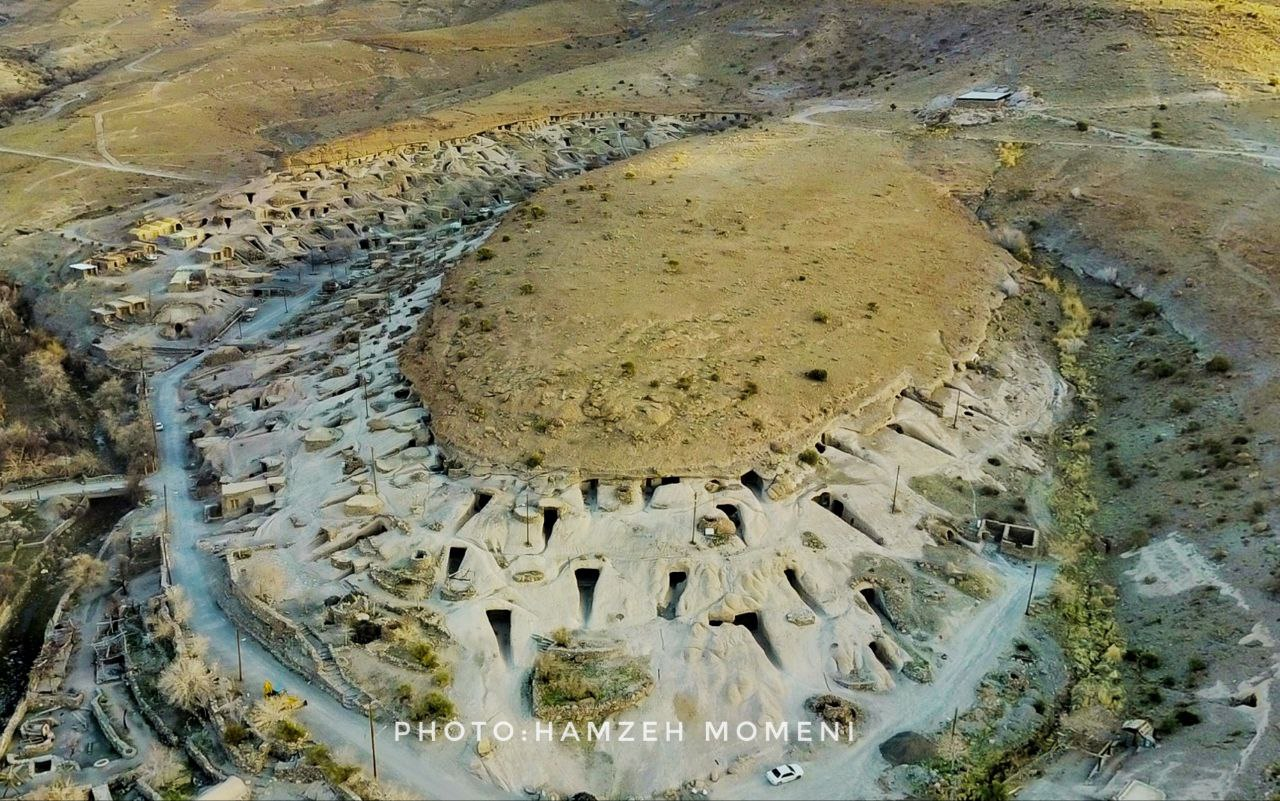
نمای هوایی از روستای میمند

## غار ایوب
غار ایوب، غار و زیارتگاهی در کوه ایوب است. این غار در جنوب شرقی شهر دهج قرار دارد و در فهرست آثار ملی ایران به ثبت رسیده‌است. کوه ایوب، کوهی آذرین با ساختار سنگی داسیت–آندزیت است. ارتفاع این کوه۳٤١٠ متر است، و غار در ارتفاع ۲۸۷۶ متری قرار دارد. پهنای دهانهٔ غار ٩٨متر، و ارتفاع آن ٦٨متر وعمق آن٢٠٠ متر است. این دهانه، بزرگترین دهانهٔ غارهای آذرین ایران است، و آن را نتیجهٔ انفجار حاصل از برخورد آب و گدازه‌های آذرین داسیتی می‌دانند. پس از تشکیل دهانهٔ غار؛ اختلاف دما و رطوبت باعث خردشدگی سنگها شده، و عمق غار افزایش یافته‌است. فرسایش باد نیز با کوبیدن ماسه به دیواره‌ها، حفره‌هایی لانه‌زنبوری را در دیوارهٔ غار به‌وجود آورده‌است.

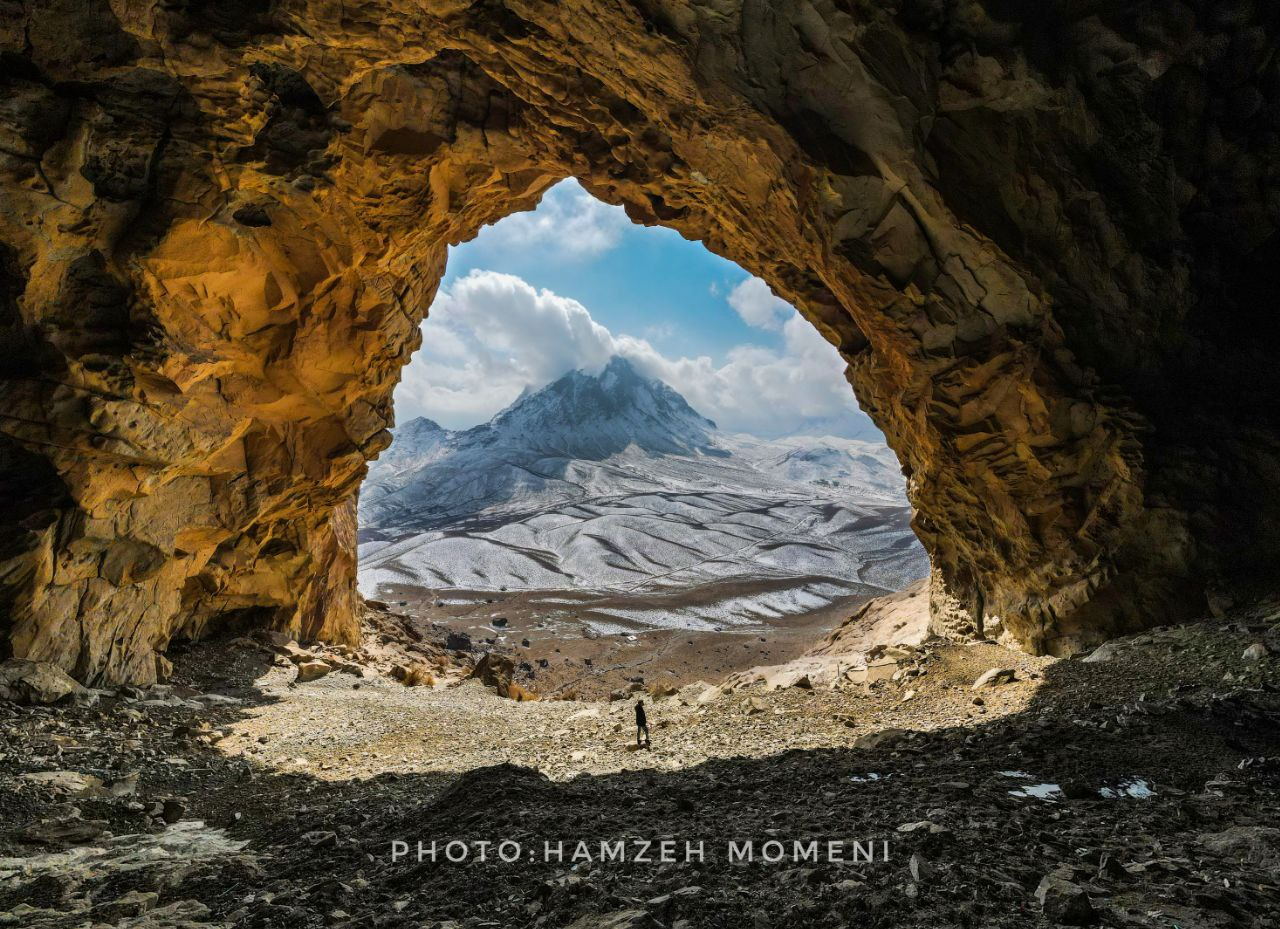
غار ایوب دهج (شهربابک)

## منطقه شکار ممنوع شهربابک
منطقه حفاظت شده دهج شهربابک با ۱۰۰هزار هکتار وسعت و سیمای طبیعی کوهستانی و دشتی نیز از سال ۱۳۸۹به عنوان منطقه شکار ممنوع اعلام شده‌است. پوشش گیاهی منطقه دربرگیرنده گونه‌های بنه، کهکم، ارژن، بادام کوهی، انجیر وحشی و قسمتهای نیمه‌بیابانی آن دارای گونه‌های تاغ و کاروانکش است. پستانداران این منطقه نیز کل و بز، قوچ و میش، گرگ و روباه و کفتار هستند و استعداد نگهداری آهو و پلنگ نیز در آن وجود دارد. کبک، تیهو، هوبره، باقرقره، و زاغ بور از مهم‌ترین پرندگان منطقه حفاظت شده دهج و منطقه شکار ممنوع شهربابک هستند.

## عمارت موسی خانی

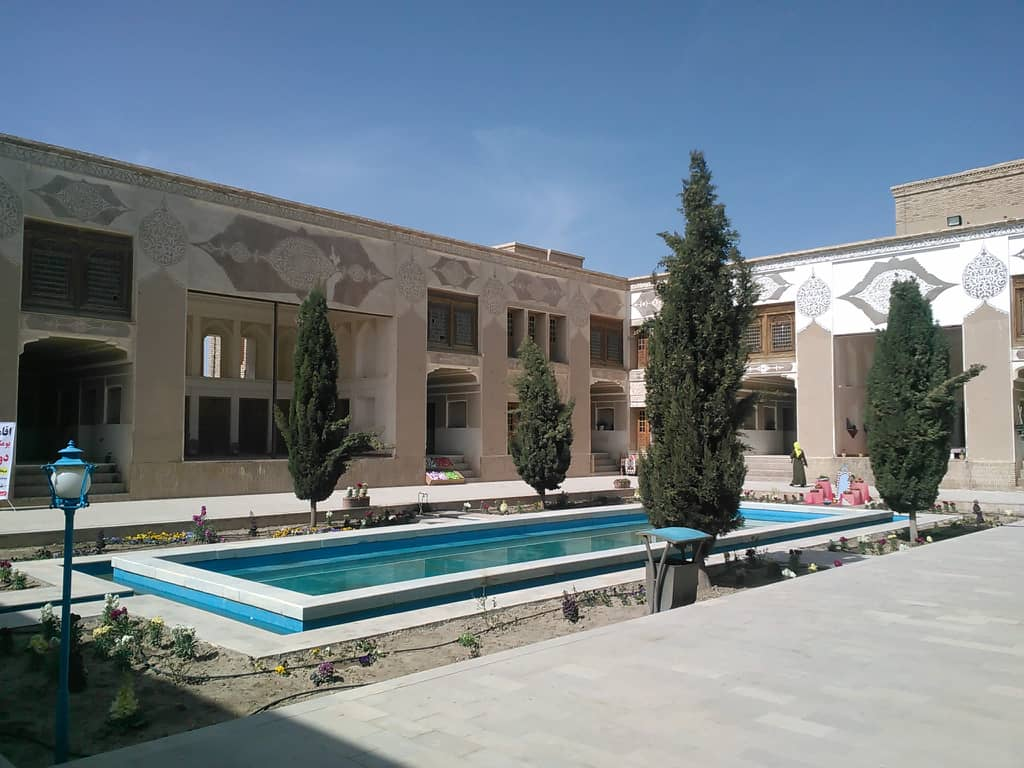

پیشنهاد می شود از عمارت موسی خانی بازدید کنید  ، در مورد بنا باید گفت یک خانه شخصی (ارگ حکومتی ) بزرگ قدیمی هست که قسمت هایی از آن بازسازی شده و هنوز جای کار فراوانی دارد . داخل ان غرفه هایی از محصولات صنایع دستی نیز می باشد چند اتاق جالب هم دارد که به عنوان موزه انواع وسائل قدیمی را در خود جای داده است . منبع

## مسجد و حسینیه شهر کهنه
مسجد و حسینیهٔ شهر، از قدیمی‌ترین بناهای مرکز شهربابک می‌باشند. تاریخ دقیق بنای مسجد، به درستی مشخص نیست. اما بنا به گفته‌های سالخوردگان و طبق مندرجات کتاب تاریخ شهربابک، مسجد در زمان صفویه بنا شده‌است. مسجد و حسینیه در حاشیه بلوار معلم واقع شده‌اند. در ورودی حسینیه هم‌اکنون در کوچه‌ای در قسمت غرب قرار دارد که در گذشته بازار شهربوده‌است.

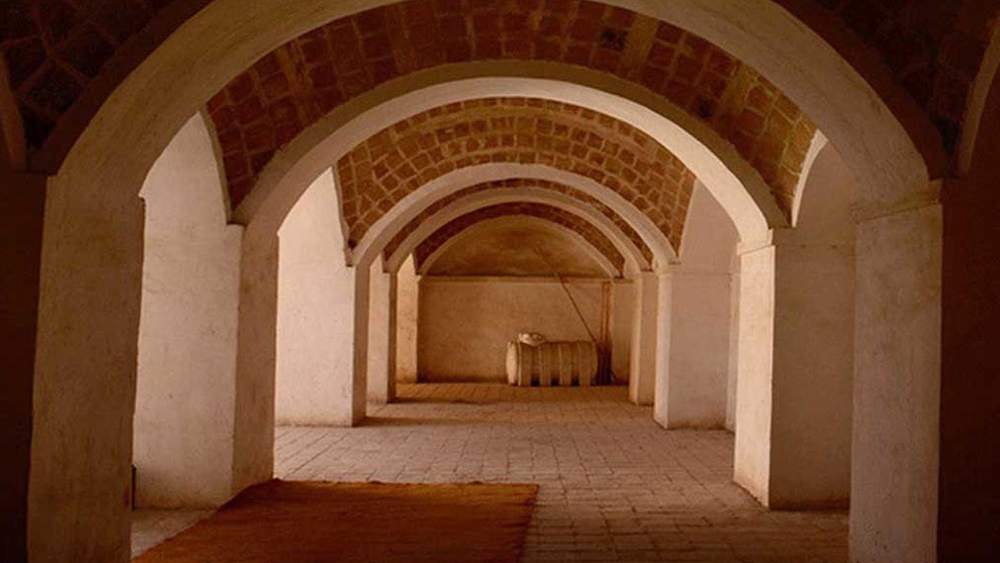
مسجد شهر کهنه

## خانه صمدخان
خانه صمدخان مربوط به دوره قاجار است و در شهربابک، خیابان شریعتی، مقابل عمارت موسی خان واقع شده و این اثر در تاریخ ۷ مهر ۱۳۸۱ با شمارهٔ ثبت ۶۱۳۸ به‌عنوان یکی از آثار ملی ایران به ثبت رسیده است.

## دشت شگفت انگیز ریواس
دشت بهاره ریواس شهربابک یکی از زیباترین جاذبه‌های طبیعی این منطقه است که در اوایل اردیبهشت و اواسط فصل بهار چشم هر رهگذری را مجذوب زیبایی‌های خود می‌کند.
می‌توان از بزرگراه بندرعباس-تهران به جاده معدن مس میدوک پیچید و پس از طی چند کیلومتر به این دشت زیبا رسید.

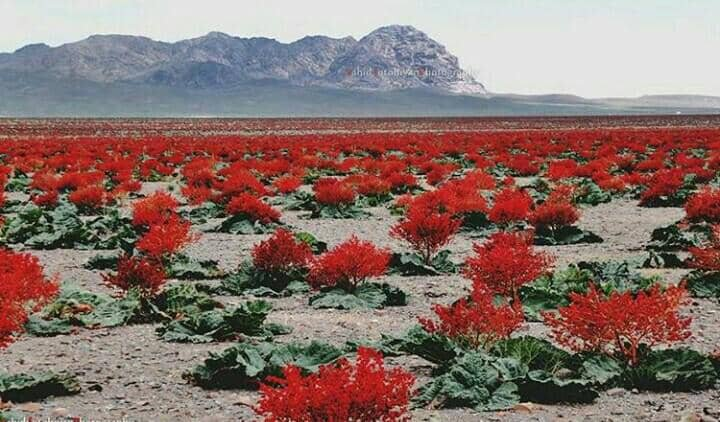
دشت ریواس

## موقعیت ارتباطی
شهربابک به علت واقع شدن در مسیر بزرگراه تهران-بندر عباس و مسیر بندر عباس به اصفهان و غرب کشور و عبور راه‌آهن سراسری ایران از این شهرستان،دارای اهمیت ارتباطی ویژه‌ای است. ایستگاه راه آهن شهربابک در پنجاه کیلومتری شهر شهربابک و در خاتون آباد واقع شده‌است.

## فاصله تا شهرها
** فاصله شهربابک تا اصفهان ۵۰۰ کیلومتر
- - فاصله شهربابک تا انار ۹۵ کیلومتر
  - فاصله شهربابک تا بافت ۲۰۰ کیلومتر
  - فاصله شهربابک تا بندرعباس ۴۰۰ کیلومتر
  - فاصله شهربابک تا بوانات ۱۷۰ کیلومتر
  - فاصله شهربابک تا تهران ۹۰۰ کیلومتر
  - فاصله شهربابک تا رفسنجان ۱۳۰ کیلومتر
  - فاصله شهربابک تا سیرجان ۱۰۰ کیلومتر
  - فاصله شهربابک تا شیراز ۳۲۵ کیلومتر
  - فاصله شهربابک تا کرمان ۲۲۳ کیلومتر
  - فاصله شهربابک تا مروست ۱۳۰ کیلومتر
  - فاصله شهربابک تا هرات ۷۸ کیلومتر
  - فاصله شهربابک تا یزد ۲۴۰ کیلومتر

## معادن و صنایع
این شهرستان دارای معادن مس،سیلیس،فیروزه،سنگ‌های ساختمان و ... می‌باشد. از مهم‌ترین صنایع شهرستان می‌توان به مجتمع مس شهربابک شامل مجتمع معدنی مس میدوک و کارخانجات مستقر و مجتمع کارخانجات ذوب مس خاتون آباد اشاره کرد.مجتمع کارخانجات شرکت بابک مس ایرانیان،معادن چاه فیروزه و چاه مسی،کارخانه لبنیات پاستوریزه شبان و کارخانه کاشی آماتیس از دیگر صنایع این شهرستان می‌باشند. شهربابک دارای دو شهرک صنعتی است که در حاشیه مرکز شهرستان قرار دارند.

## کشاورزی
از مهم‌ترین محصولات کشاورزی شهربابک می‌توان به پسته،به،بادام و گردو اشاره کرد.طی سال‌های گذشته چندین هکتار از زمین‌های کشاورزی به کاشت درخت به اختصاص یافته‌ است.

## سوغات
باتوجه به آب و هوای نیمه سردسیری شهربابک،کوه‌های مجاور شهرستان و بارندگی نسبتاً مناسب،دشت و بیابان‌های اطراف شهربابک دارای پوشش گیاهی غنی است که همین مسبب رونق دامداری از قدیم الایام در این منطقه است.محصولات دامی شهربابک از کیفیت و شهرت بالایی برخوردار اند؛مَسکِه(کره)،روغن حیوانی(روغن زرد)،دوغ، اسپار(دوغ جوشانده و تغلیظ شده که بوسیله گیاهان دارویی معطر شده)، کشک،تلف(قره قروت) و پنیر محلی از سوغات‌های لبنی مهم شهربابک به شماره می‌روند که از شیر گاو و شیر گوسفند تهیه می‌شوند.گوشت گوسفندان شهربابک نیز به ویژه اگر در بیابان‌هاو کوهپایه‌های سرسبز منطقه چرا و رشد کرده باشند،بسیار خوشمزه و معطر است.
سوغات دیگر این شهرستان قُرمه است که حاصلِ سرخ کردن گوشت گوسفند در روغن دنبه آن است. در گذشته با توجه به عدم وجود ابراز و مواد نگه‌دارنده،قرمه کردن روشی هوشمندانه‌ برا نگهداری طولانی مدت گوشت به شمار می‌رفت.قرمه به روش‌های مختلف مصرف می‌شود؛از مصرف مستقل گرفته تا استفاده در طبخ غذا.
نان کرنون دیگر سوغات مهم شهربابک است.نان کرنون در تنورهایی به نام کرنون و روی قلوه سنگ‌های داغ با قطر حدود ۵ تا ۱۰ سانتی‌متر پخته می‌شود؛ظاهر خود نان گرد،ضخیم است و کیک مانند است. این نان به ویژه اگر با آرد سبوس‌دار طبخ شود بسیار خوشمزه بوده و از بهترین نان‌ها برای خوردن غذاهایی همچون آبگوشت، اشکنه،آب بنه(قاتق بنه)و کشک کله‌جوش که نیازمند ترید(تلیت)کردن نان است به شمار می‌رود.امروزه اشکال دیگری از این نان با آرد سفید و در دستگاه‌های مدرن طبخ نان پخته می شوند.نان کماچ شیر و کماچ سهن نیز بسیار خوشمزه و مقوی بوده و از سوغات شهربابک به‌شمار می‌رود؛طبخ نان کماچ در گذشته مطابق رسوم در روزهای نخستین سال و برای جشن نوروز و سیزده‌بدر در تنورهای یکسانی با نان کرنون طبخ می‌شدند.امروزه این نان‌ها در طول سال نیز طبخ شده و در دسترس هستند. کماچ شیر فرآورده‌ای حاصل از آرد گندم،شیر،خرما،مغز پسته،مغز گردو و ادویه است و کماچ سهن فرآورده‌ای حاصل از آرد جوانهٔ گندم،خرما،مغز پسته،مغز گردو و ادویه.
عسل شهربابک اگر بارندگی سال مناسب باشد و بیابان‌ها و کوهپایه‌ها در بهار انبوه از گل و گیاه شوند،طرفداران فراوان دارد.
در خرداد ۱۳۹۵ طی مراسمی رسماً از ثبت نان کرنون در فهرست میراث ملی و معنوی کشور به نام شهرستان شهربابک پرده برداری شد.
از دیگر سوغات شهربابک میتوان به نان سیرو و نان تیرو اشاره کرد.
از صنایع دستی شهربابک میتوان به فرش دستباف شهربابک اشاره و نگین فیروزه برای انواع جواهرات و ظروف مسی فیروزه‌کوبی شده یاد کرد.

## مراکز دانشگاهی
- دانشگاه فنی
- دانشگاه پیام نور
- دانشگاه آزاد اسلامی
- دانشگاه جامع علمی کاربردی

## فرهنگ و هنر
- کانون ملی امام خمینی
- کانون پرورش فکری کودکان و نوجوانان
- مجتمع فرهنگی هنری شهدا
- کتابخانه عمومی شهید بهشتی
- کتابخانه عمومی حضرت ولیعصر
- سینما فرهنگ

شهربابک شهر فرهنگ پروری است؛چندین هفته‌نامه نیز شامل بابک زمین، نگین بابک، بابک هنر، خاتون نگار و پسین آباد در این شهرستان منتشر می‌گردد.